# Igreja Matriz de São João de Areias

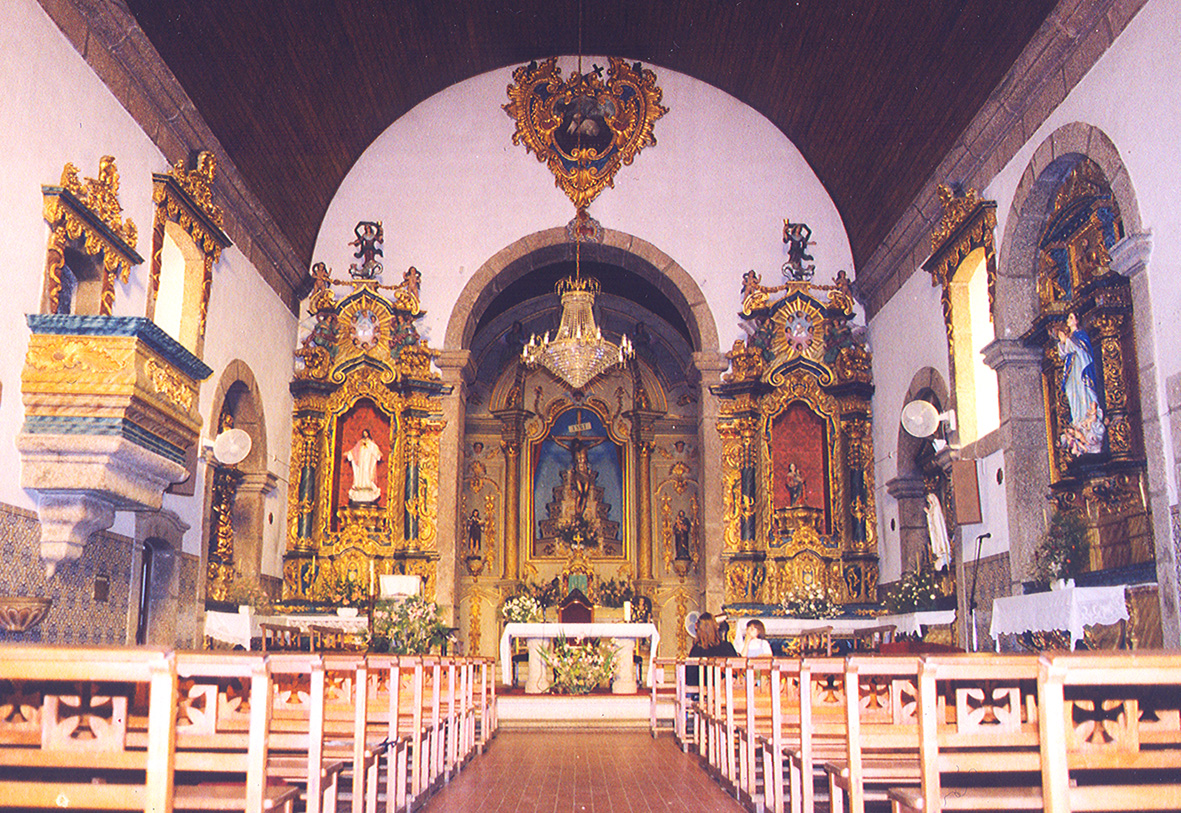
Interior da Igreja Matriz de São João de Areias

A Igreja Matriz de São João de Areias, Igreja Paroquial de São João de Areias ou Igreja de São João Baptista é um templo localizado em São João de Areias, no município de Santa Comba Dão, em Portugal.
Tem como padroeiro, pelo menos desde o século X, São João Baptista. O templo antigo foi demolido no século XVIII e substituído pela actual Igreja Matriz.

## Igreja primitiva
A Igreja primitiva era mais pequena e possuía, nas primeiras décadas do século XVII, uma capela-mor e uma nave única; à frontaria ligavam-se uma torre, com acesso pelo interior da Igreja, e um alpendre, sobre a porta de entrada.
A 20 de Outubro de 1675 um documento diz-nos que a Igreja de S. João de Areias era de “...invocação de S. João Baptista, vigararia de apresentação ordinária, igreja unida ao arcediagado de São Pedro de France; tem sacrário, 2 altares colaterais de invocações do Nome de Jesus e da Sr.ª do Rosário; tem uma capela de invocação de S. Paulo, com administrador; tem coadjutor anual, sacerdotes 13, diácono 1, pessoas maiores 1022, menores 104, ermidas 9; fabrica o arcediago; estava muito falta de ornamentos e outras coisas que provemos em visitação...”.
A Igreja propriamente dita possuía o altar-mor, com o padroeiro S. João Baptista, e os altares colaterais de invocação do Nome de Jesus e de Nossa Senhora do Rosário; os retábulos e as mesas destes altares foram, mais tarde, substituídos e deles não ficou qualquer vestígio; ao corpo da Igreja (no lado do Evangelho, lado esquerdo, norte) ligava-se por esta altura a capela de S. Paulo.
A capela de S. Paulo foi instituída pelo padre Paulo de Araújo na primeira metade do século XVII e à data deste documento seria ele o seu administrador; o padre faleceu a 11 de Novembro de 1687 e foi sepultado "na sua capela". O altar desta época, maneirista, também foi substituído, chegou-nos, no entanto, a imagem de S. Paulo, em pedra, com que o instituidor quis homenagear o santo do seu nome.
À volta do ano da recolha de informações para a “Instrução e Relação...”, ou seja à volta de 1675, teriam sido instituídas duas novas capelas, as capelas do Espírito Santo e de Nossa Senhora da Conceição, que, tal como a capela de S. Paulo, se ligaram ao corpo da Igreja (provavelmente no lado da Epístola, lado sul); mais tarde estas três capelas deixaram de existir sendo os seus retábulos incorporados nos altares laterais onde ainda hoje se encontram.
O instituidor da capela do Espírito Santo não o conhecemos; é provável que fosse João Francisco Franco, de S. João de Areias, falecido a 28 de Janeiro de 1676, e em cujo assento de óbito se escreve que foi “...enterrado dentro da capela que mandou fazer nesta Igreja...”.
O retábulo do Espírito Santo (hoje de Nossa Senhora de Fátima) é maneirista e pertence ao tipo de retábulos de dois andares. No andar inferior, ao centro encontra-se a imagem de Nossa Senhora de Fátima (século XX), enquadrada por uma moldura de motivos geométricos em arco ogival. Lateralmente existem dois nichos, emoldurados, com imagens em baixo-relevo de S. Pedro, no lado esquerdo, e de  S. Paulo no lado direito, ambos em madeira muito bem encarnada, pintada e estofada.
A instituidora da capela de Nossa Senhora da Conceição terá sido Maria Almeida, de Vila Deanteira, que faleceu a 20 de Janeiro de 1711 sendo sepultada na "sua capela"; a administração desta capela teria passado para a sua filha Isabel Maria de Almeida, que casara a 7 de Outubro de 1678 com o que viria a ser capitão-mor de S. João de Areias, Valeriano Ribeiro Rozeuma e Brito; a capela passaria para o seu filho, o morgado e capitão-mor João de Brito Ribeiro de Almeida e deste para o seu filho capitão-mor Valério Inácio de Brito Ribeiro e Almeida Castelo Branco e à morte deste para o seu irmão, o capitão-mor João Homem de Brito Ribeiro Almeida Castelo Branco e aí repousaram os membros desta família até meados do século XIX.
O retábulo do altar da Nossa Senhora da Conceição é de estrutura idêntica à do retábulo do Espírito Santo e deverá ser seu contemporâneo. As colunas são semelhantes à do retábulo do Espírito Santo, e enquadram uma moldura rectangular, lavrada com motivos geométricos, em frente da qual se encontra a bela imagem de Nossa Senhora da Conceição (século XX, 8 de Dezembro de 1916), sobre uma mísula de folhas de acanto; a imagem de Nossa Senhora da Conceição original do retábulo encontra-se na capela de S. Silvestre, em Vila Deanteira. Lateralmente às colunas, em duas outras molduras, estão representados em relevo S. João Baptista, no lado esquerdo, e no lado direito S. José, em madeira encarnada, pintada e estofada.
A capela de S. Paulo, em princípios do século XVIII, teria sido enriquecida com um novo retábulo; a sua administradora Águeda de Araújo, sobrinha do instituidor, terá mandado substituir o retábulo antigo por um outro em estilo barroco nacional e que ainda hoje perdura.
O retábulo do altar de S. Paulo é mais movimentado que os anteriores, graças fundamentalmente ao seu tipo de colunas e à dinâmica que lhe empresta os altos relevos da sua folhagem.
No centro apresenta um camarim, típico deste estilo, cuja boca é decorada com uma renda; nele se encontra a imagem de S. Paulo. Lateralmente encontram-se duas pinturas sobre tábuas, no lado esquerdo Stª. Luzia e no lado direito Stº. António com o Menino, ambas num claro-escuro de seiscentos. É provável que tivessem sido aproveitadas do antigo retábulo maneirista.
Infelizmente desconhecem-se os autores destes três retábulos.
A primitiva Igreja Matriz possuía, assim, nas primeiras décadas do século XVIII, a capela-mor com o velho altar-mor dedicado a S. João Baptista, e a nave com os dois também velhos altares colaterais dedicados ao Nome de Jesus e a Nossa Senhora do Rosário e os mais novos altares de S. Paulo, do Espírito Santo e de Nossa Senhora da Conceição nas capelas anexas.

## Igreja do século XVIII - construção

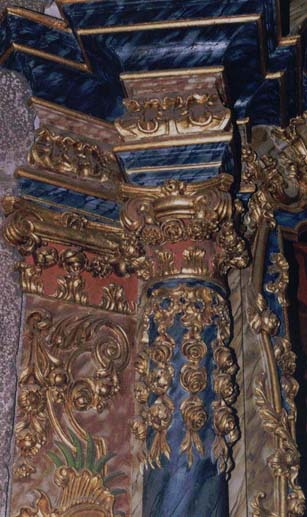
Altar colateral da Igreja Matriz de São João de Areias (pormenor)

A década de 60 do século XVIII traria o desejado consenso para a redízima e iniciou-se a Igreja Nova, que é a actual. A responsabilidade das obras da Igreja dividia-se por duas ”entidades”: a fachada e a nave eram da responsabilidade dos fregueses e a capela-mor ficava a cargo do Colégio Patriarcal de Lisboa que tinha direitos nos dízimos da Igreja.
A redízima (oferta de uma percentagem de alguns bens colhidos anualmente para custear uma obra religiosa) fez-se a 15 de Agosto de 1765, obrigando-se, por escritura, os fregueses da Igreja Matriz a cederem anualmente, e durante os quatro (?) anos seguintes, uma vigésima (?) parte de quatro frutos, milho graúdo e miúdo, centeio, vinho e azeite, a fim de custear a “obra que se faz“ na Igreja.
Os eleitos para dirigirem as obras foram o Dr. Feliciano Ribeiro de Campos, de Castelejo, o Dr. Manuel Caetano Soares de Albergaria, da Guarita, o Dr. Caetano de Carvalho, de Vila Deanteira, e José António de Lemos e Brito, de S. João de Areias.
A obra de pedraria da fachada, das torres e do corpo principal da Igreja, talvez verdadeiramente só se iniciasse depois de recolhido o último fruto do ano (o azeite) e de os eleitos terem amealhado o primeiro dinheiro. A 16 de Março de 1766 faleceu a última pessoa que foi enterrada na velha Igreja, sendo os enterramentos posteriores, enquanto a obra durou, sido efectuados na capela de S. Sebastião e nas capelas das aldeias da freguesia. A nova Igreja Matriz deve pois ter sido começada nos primeiros meses de 1766.
A fachada apresenta uma linha mediana pontuada por cruz, nicho, janelão e porta. A cruz em pedra assenta sobre uma base também em pedra, onde se desenham duas volutas simétricas. O nicho é  ladeado de duas pilastras, onde assenta um arco de volta inteira que se aprofunda em forma de concha, é encimado por um frontão interrompido e na base possui um avental; no nicho encontra-se a imagem de S. João Baptista, do século XVI, em pedra, que deveria ter pertencido ao retábulo da Igreja antiga e que, quando da construção da actual Igreja, foi colocada neste nicho construído especificamente para esse fim. O janelão do coro é alto. A porta apresenta o lintel e o frontão curvos, terminados por uma cornija saliente.
Em 1768 a fachada, as torres e o corpo da Igreja estavam concluídos; no interior da cúpula da torre esquerda (norte) regista-se esta data como sendo a da sua conclusão. Demorou assim a sua construção à volta de três anos. Desconhece-se o mestre pedreiro responsável pela obra.
O interior da Igreja fica em 1768 constituído pela antiga capela-mor com o seu retábulo, aguardando as obras da responsabilidade do Colégio Patriarcal de Lisboa, e pela ampla nave, feita de novo, a que se ligariam as três capelas, provavelmente também feitas de novo, mas mantendo os seus retábulos.
Os  antigos altares colaterais, por estarem muito velhos e destoarem dos das capelas pelo seu arcaísmo, foram demolidos e os eleitos chamaram um mestre entalhador e escultor competente acordando com ele a feitura de uns novos, com risco condizente com o estilo da época; aproveitaram para mandarem fazer, também, “urnas” (mesas de altar) para os altares das capelas, a cartela para colocar acima do arco cruzeiro, o púlpito e as sanefas para as janelas, procurando assim criar um equilíbrio que ainda hoje se mantém.
Estes altares colaterais de invocação do Menino Jesus e de Nossa Senhora do Rosário colocados nos flancos do arco cruzeiro, são dois portentosos altares em estilo rococó, iguais, e, talvez não erremos se os considerarmos entre os mais majestosos altares colaterais, deste estilo, da diocese de Viseu. Os altares são concebidos na vertical, alongando-se até ao nível do topo do arco cruzeiro e neles se plasma a exuberância das formas decorativas do rococó. Infelizmente, tal como para os altares referidos anteriormente, não conhecemos o seu entalhador nem o seu dourador.
Não nos surpreenderíamos se o risco e execução dos dois altares colaterais e da restante talha se devessem a José da Fonseca Ribeiro, mestre entalhador e imaginário, tal é a semelhança com o trabalho deste mestre na Igreja da Ordem Terceira de S. Francisco em Viseu.
Não temos memória sobre a imagem do Menino Jesus que figurava no altar colateral do lado esquerdo (norte), sendo este altar actualmente de invocação do Sagrado Coração de Jesus, cuja imagem lá se encontra desde as primeiras décadas do século XX; a Senhora do Rosário do altar colateral direito (sul) era uma imagem provavelmente de inícios do século XVII, com altura superior a um metro, em pedra e com a sua coroa e a do menino em prata; as coroas foram roubadas na primeira metade do nosso século, tendo-se posteriormente a imagem partido, pelo que foi substituída pela imagem de Nossa Senhora das Neves (assim é denominada).
A Nossa Senhora das Neves é uma imagem em pedra, do século XVI, e não se encontra referenciada nos documentos que conhecemos. Nossa Senhora apresenta os olhos cavados fundo, o nariz fino e comprido, boca pequena e queixo bem marcado - características comuns, por esta época, em obras das oficinas de Coimbra. Nossa Senhora segura o menino no lado esquerdo e com a mão direita acaricia-lhe os pés; veste um vestido vermelho coberto em parte por um manto azul que vem prender-se por debaixo do menino. O menino segura na mão o orbe que abençoa. A imagem está bem conservada.
A enorme cartela cordiforme, que se encontra acima do arco cruzeiro, apresenta, no meio, a pintura do Cordeiro de Deus anunciado por S. João Baptista, e a rodeá-la uma exuberante decoração de volutas e concheados.
O forro seria curvo e é provável que datem desta época as pinturas que ocupavam o centro e os quatro cantos do mesmo tecto. A do centro, numa elipse de cerca de 3 metros, representava S. João Baptista a baptizar Jesus Cristo, numa íntima relação com o Cordeiro de Deus do arco cruzeiro, uma vez que Jesus se fez baptizar por S. João Baptista, quando este se encontrava nas margens do rio Jordão, tendo-O logo S. João reconhecido como Agnus Dei, o Messias anunciado pelos profetas. As pinturas dos cantos, com cerca de 1 metro cada uma, representavam os quatro Evangelistas, S. Mateus, S. Marcos, S. Lucas e S. João; estas pinturas mantiveram-se até às últimas grandes obras, no final da década de 50 do nosso século.
Em finais de 1769 as obras de talha teriam sido dadas por prontas, mas para que o corpo fosse dado por concluído faltava ainda o pavimento. 	
Apesar disso a 18 de Dezembro, o reverendo vigário João Esteves Correia, os eleitos e o juiz da Igreja em petição ao bispo, solicitaram licença para a bênção da parte já edificada, declarando na petição que a freguesia era muito numerosa, razão porque se não ouvia missa com a reverência devida, pois não cabiam as pessoas dentro das capelas e, por isso, para além de se distraírem, padeciam as inclemências do tempo; justificavam ainda a urgência da bênção pelo facto de não se poderem enterrar os mortos nas capelas por não haver já sepulturas.
A 20 de Dezembro de 1769, o mesmo vigário informa o bispo que a “... Igreja foi edificada de novo e os altares colaterais estão no mesmo sítio dos antigos, porém os tais foram demolidos e se fizeram outros de novo com urnas e retábulos novos; os altares do Espírito Santo e de Nossa Senhora da Conceição também foram demolidos e também têm urnas novas e os retábulos os mesmos que tinham; o altar de São Paulo a fim de ser demolido o antigo se mudou para outro lugar e também tem urna nova e retábulo antigo; todos os referidos altares têm paramentos suficientes e se acha a Igreja com decência para nela se poderem celebrar todos os ofícios divinos e a necessidade que há de se benzer a Igreja e adro dela é urgentíssima...”.
O bispo atende à súplica do vigário de S. João de Areias e a 22 de Dezembro de 1769, pelo seu provisor, concede-lhe licença para a bênção do corpo da Igreja e dos novos altares colaterais.
Os enterramentos voltam ao interior da Igreja sendo aí enterrada uma pessoa falecida a 24 de Dezembro, a primeira depois das obras.
Só dez anos depois de concluído o corpo principal da Igreja, arrancaram as obras da capela-mor, a cargo da Patriarcal de Lisboa. O procurador em Viseu da Patriarcal era António José de Albuquerque do Amaral Cardoso e o rendeiro da terça do bispado de Viseu era João da Silva Mendes que pagaria as obras com os rendimentos recolhidos.
A obra de pedraria foi entregue ao mestre pedreiro António da Costa Faro, o mesmo das torres e frontispício da igreja da Misericórdia de Viseu, que “... tudo fez de novo por um conto e dez mil réis ...”.
A obra do novo retábulo da capela-mor foi entregue pelo procurador em Viseu da Patriarcal à responsabilidade de João da Fonseca, mestre escultor do lugar de Pinhanços (Seia). Assim em finais de 1779 arrematou por 610.000 réis “... a factura do retábulo de talha e pintura e dourar, como também guisar as frestas da capela-mor, sacristia e arco cruzeiro e vidraças da capela-mor e sacristia..." e ainda "...consertar as casas de residência da Igreja de S. João de Areias...".
As obras de talha, de escultura do retábulo e outras ficaram de facto a cargo de João da Fonseca, no entanto, este trespassou a 2 de Janeiro de 1780, por 86.400 réis, a parte de douramento e pintura da capela-mor e outros trabalhos, aos mestres pintores Inocêncio Alexandre da Fonseca e Manuel de Moura, de Saldonas, do antigo concelho de Mouraz
No altar encontram-se, no lado esquerdo, a imagem do padroeiro S. João Baptista, e, no lado direito, a imagem de S. José, sobre mísulas e entre dois filetes vegetalistas; as duas imagens deverão ser do século XVIII/XIX e obras de um mesmo escultor.
As obras da capela-mor e do retábulo deveriam ter demorado cerca de três anos e meio e terminaram pouco antes de 18 de Junho de 1782, uma vez que nesta data o vigário reverendo Duarte Manuel Teles apressa-se a pedir licença para a sua bênção informando o provisor que “...a capela-mor da sua Igreja se acha novamente reedificada com todo o asseio para na mesma se celebrarem os ofícios divinos, e porque a vinte e quatro do presente mês de Junho se há-de celebrar na mesma Igreja a festividade do orago, o glorioso São João Baptista, aonde concorre muito povo, não só daquela freguesia, mas também das vizinhas, sendo de grande gosto para todos que a mesma festividade se celebre na capela-mor...”. A licença foi concedida no mesmo dia, talvez por especial deferência do reverendo Dr. António José Cardoso, abade de Parada e há altura provisor do bispado.
A 2 de Janeiro de 1783, na pia baptismal da Igreja de S. João de Areias foi baptizado um menino, neto do falecido eleito Dr. Caetano de Carvalho, que teria mais tarde um papel decisivo na reforma das relações entre a Igreja e o Estado José da Silva Carvalho (1782-1856), obreiro da revolução de 1820 e ministro de D. João VI, de D. Pedro IV e de D.ª Maria II.

## Igreja no século XX
A restantes décadas do século XIX e a primeira metade do século XX passaram-se sem obras de vulto, pelo menos não estão documentadas. A Igreja por isso atingiu no início da segunda metade do século XX uma grande degradação. Uma equipa liderada pelo vigário de então, padre Avelino Coelho Lopes, deitou mãos à sua cuidadosa recuperação e legou-nos a bela Igreja que temos.
O forro curvo, pintado de azul claro, com as pinturas referidas anteriormente, encontrava-se em tal estado de ruína que não foi possível a sua recuperação, sendo substituído por um também curvo de madeira de castanho envernizada.
O altar-mor, os altares colaterais e os laterais foram totalmente recuperados, pintados e dourados, sendo esse restauro patrocinado por mecenas. Assim o altar colateral esquerdo, do Sagrado Coração de Jesus foi patrocinado por D.ª Georgina Loureiro, de Vila Deanteira; o direito, de Nossa Sr.ª das Neves, pelo Dr. Aníbal Viegas da Costa, de S. João de Areias/Rojão Grande; o altar de S. Paulo, que na altura se encontrava muito arruinado, foi levado para Braga e lá recuperado, à custa do sr. Alberto dos Santos Gameira, de S. Miguel, e de Manuel Correia Simões, de S. João de Areias/Brasil; o altar de Nossa Senhora de Fátima por uma Grupo de Senhoras; o altar de Nossa Senhora da Conceição pelo sr. Mário Rodrigues Matias, de S. João de Areias.
Os mestres que fizeram a recuperação eram de Real, Braga, da oficina de José da Silva Pontes e a obra ocupou três artistas durante cerca de seis meses.
O custo total das obras da Igreja ficou em perto de 200.000$00, sendo este dinheiro conseguido à custa de uma finta por todos os naturais da freguesia, de dois cortejos de oferendas e ainda pelo contributo dos patrocinadores dos altares.
As últimas alterações na Igreja datam de finais da década de 80 e levaram a que as sepulturas da capela-mor, uma delas brasonada pertencente a um membro da família Serpa Pimentel, fossem escondidas debaixo de um estrado de madeira. Foi uma decisão que urge corrigir.

## Igreja no século XXI
As últimas obras na Igreja foram infelizes. Os altares foram pintados (em 2007) de forma homogénea e "folclórica", procurando agradar a um público pouco conhecedor e portanto facilmente agradado com a "nova estética", mas desrespeitando a diversidade da talha ao longo dos seus 100 anos de história na Igreja, e, desrespeitando a antiga pintura criteriosamente coordenada por um padre culto como o era o Padre Avelino Coelho Lopes.